# محمد بن أحمد الفراء
أَبُو بكر مُحَمَّد بن أَحْمد بن حمدون الْفراء، أحد علماء أهل السنة والجماعة ومن أعلام التصوف السني في القرن الرابع الهجري، قال عنه أبو عبد الرحمن السلمي: «كانَ من كبار مَشَايِخ نيسابور، وَكَانَ أوحد الْمَشَايِخ فِي طَرِيقَته»، صحب أَبَا عَليّ الثَّقَفِيّ وَعبد الله بن منَازِل وَصَحب أَيْضا أَبَا بكر الشبلي وَأَبا بكر بن طَاهِر وَغَيرهم من الْمَشَايِخ، مَاتَ سنة 370 هـ، وَأسْندَ الحَدِيث.

## من أقواله
- كتمان الْحَسَنَات أولى من كتمان السَّيِّئَات فَإنَّك بذلك ترجو النجَاة.[1]
- الْآمِر بِالْمَعْرُوفِ يجب عَلَيْهِ أَن يبْدَأ نَفسه ويصبر على مَا يلْحقهُ فِي ذَلِك وَيكون عَالما بِمَا يَأْمر بِهِ وَمَا ينْهَى عَنهُ.[1]